# Adriaen Cornelisz. Beeldemaker

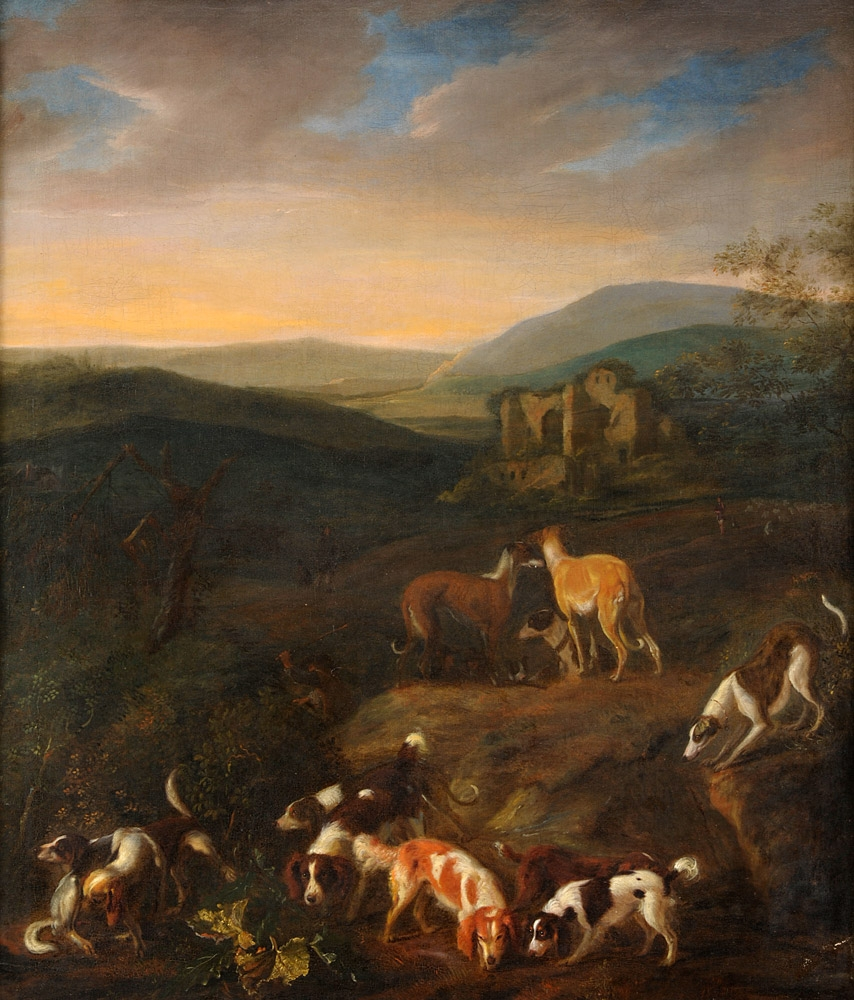
Hundemeute, 1660

Adriaen Cornelisz. Beeldemaker (* Februar 1618 in Rotterdam; † Februar 1709 in Den Haag) war ein niederländischer Maler des Goldenen Zeitalters.

## Leben
Nach Jan van Gool spezialisierte sich Beeldemaker in seinen Malereien auf Szenen der Jagd auf Hirsche und Wildschweine. Seine Werke waren aufgrund ihrer niedrigen Preise beliebt.
Beeldemaker zeugte viele Kinder und lehrte viele Schüler, auch in Leiden und Dordrecht. Seine Söhne Cornelis und Frans Beeldemaker wurden ebenfalls Maler.
Im estnischen Catherinethal hängen einige seiner Gemälde.